# Gold Cup 1993
Navigation
États-Unis 1991 États-Unis 1996
La Gold Cup 1993 est un tournoi de football qui s'est tenu aux États-Unis et au Mexique, du 10 au 25 juillet 1993.

## Équipes participantes
Amérique du Nord, qualification d'office :
- États-Unis (pays organisateur)
- Mexique (pays organisateur)
- Canada

Amérique centrale, qualification par le biais de la Coupe d'Amérique centrale 1993 :
- Honduras - vainqueur
- Costa Rica - deuxième
- Panama - troisième

Caraïbes, qualification par le biais de la Coupe de la Caraïbe 1993 :
- Martinique - vainqueur
- Jamaïque - finaliste

## Les stades
La compétition se déroule dans 2 stades :
| Dallas           | Mexico            |
| ---------------- | ----------------- |
| Cotton Bowl      | Stade Azteca      |
| Capacité: 92 200 | Capacité: 105 094 |
|                  |                   |

## Premier tour

### Groupe A
| Classement final |            |     |   |   |   |   |    |    |      |
|                  | Équipe     | Pts | J | G | N | P | BP | BC | Diff |
| 1                | États-Unis | 6   | 3 | 3 | 0 | 0 | 4  | 1  | +3   |
| 2                | Jamaïque   | 3   | 3 | 1 | 1 | 1 | 4  | 3  | +1   |
| 3                | Honduras   | 2   | 3 | 1 | 0 | 2 | 6  | 5  | +1   |
| 4                | Panama     | 1   | 3 | 0 | 1 | 2 | 3  | 8  | -5   |

| 10 juillet | États-Unis | 1 | 0 | Jamaïque |
|            | Honduras   | 5 | 1 | Panama   |
| 14 juillet | États-Unis | 2 | 1 | Panama   |
|            | Jamaïque   | 3 | 1 | Honduras |
| 17 juillet | États-Unis | 1 | 0 | Honduras |
|            | Jamaïque   | 1 | 1 | Panama   |

| 10 juillet 1993 | États-Unis  | 1 - 0 | Jamaïque | Cotton Bowl, Dallas                                 |                                                     |
|                 | Wynalda 67e |       |          | Spectateurs : 11 642 Arbitrage : Benry Ulloa Morera | Spectateurs : 11 642 Arbitrage : Benry Ulloa Morera |
|                 | Rapport     |       |          | Spectateurs : 11 642 Arbitrage : Benry Ulloa Morera | Spectateurs : 11 642 Arbitrage : Benry Ulloa Morera |

| 10 juillet 1993 | Honduras                                            | 5 - 1 | Panama    | Cotton Bowl, Dallas                              |                                                  |
|                 | Gayle 25e · Bennett 51e 69e (pen.) 83e · Pineda 54e |       | Julio 30e | Spectateurs : 11 642 Arbitrage : Rodrigo Badilla | Spectateurs : 11 642 Arbitrage : Rodrigo Badilla |
|                 | Rapport                                             |       |           | Spectateurs : 11 642 Arbitrage : Rodrigo Badilla | Spectateurs : 11 642 Arbitrage : Rodrigo Badilla |

| 14 juillet 1993 | États-Unis               | 2 - 1 | Panama      | Cotton Bowl, Dallas                               |                                                   |
|                 | Wynalda 68e · Dooley 73e |       | Piggott 31e | Spectateurs : 13 771 Arbitrage : Roberto Parisius | Spectateurs : 13 771 Arbitrage : Roberto Parisius |
|                 | Rapport                  |       |             | Spectateurs : 13 771 Arbitrage : Roberto Parisius | Spectateurs : 13 771 Arbitrage : Roberto Parisius |

| 14 juillet 1993 | Jamaïque                          | 3 - 1 | Honduras           | Cotton Bowl, Dallas                                   |                                                       |
|                 | Jarret 28e · Davis 48e · Boyd 77e |       | Bennett 19e (pen.) | Spectateurs : 13 771 Arbitrage : Arturo Brizio Carter | Spectateurs : 13 771 Arbitrage : Arturo Brizio Carter |
|                 | Rapport                           |       |                    | Spectateurs : 13 771 Arbitrage : Arturo Brizio Carter | Spectateurs : 13 771 Arbitrage : Arturo Brizio Carter |

| 17 juillet 1993 | États-Unis | 1 - 0 | Honduras | Cotton Bowl, Dallas                             |                                                 |
|                 | Lalas 29e  |       |          | Spectateurs : 16 348 Arbitrage : Robert Sawtell | Spectateurs : 16 348 Arbitrage : Robert Sawtell |
|                 | Rapport    |       |          | Spectateurs : 16 348 Arbitrage : Robert Sawtell | Spectateurs : 16 348 Arbitrage : Robert Sawtell |

| 17 juillet 1993 | Panama       | 1 - 1 | Jamaïque  | Cotton Bowl, Dallas                                      |                                                          |
|                 | Mendieta 50e |       | Davis 76e | Spectateurs : 16 348 Arbitrage : Antonio Marrufo Mendoza | Spectateurs : 16 348 Arbitrage : Antonio Marrufo Mendoza |
|                 | Rapport      |       |           | Spectateurs : 16 348 Arbitrage : Antonio Marrufo Mendoza | Spectateurs : 16 348 Arbitrage : Antonio Marrufo Mendoza |

### Groupe B
| Classement final |            |     |   |   |   |   |    |    |      |
|                  | Équipe     | Pts | J | G | N | P | BP | BC | Diff |
| 1                | Mexique    | 5   | 3 | 2 | 1 | 0 | 18 | 1  | +17  |
| 2                | Costa Rica | 4   | 3 | 1 | 2 | 0 | 5  | 3  | +2   |
| 3                | Canada     | 2   | 3 | 0 | 2 | 1 | 3  | 11 | -8   |
| 4                | Martinique | 1   | 3 | 0 | 1 | 2 | 3  | 14 | -11  |

| 11 juillet | Mexique    | 9 | 0 | Martinique |
|            | Costa Rica | 1 | 1 | Canada     |
| 15 juillet | Mexique    | 1 | 1 | Costa Rica |
|            | Canada     | 2 | 2 | Martinique |
| 18 juillet | Mexique    | 8 | 0 | Canada     |
|            | Costa Rica | 3 | 1 | Martinique |

| 11 juillet 1993 | Mexique                                                               | 9 - 0 | Martinique | Stade Azteca, Mexico                                  |                                                       |
|                 | Zaguinho 10e 21e 40e 52e 81e 84e 89e · Ramírez 42e · J. Hernández 90e |       |            | Spectateurs : 48 000 Arbitrage : José Alvarado Aquino | Spectateurs : 48 000 Arbitrage : José Alvarado Aquino |
|                 | Rapport                                                               |       |            | Spectateurs : 48 000 Arbitrage : José Alvarado Aquino | Spectateurs : 48 000 Arbitrage : José Alvarado Aquino |

| 11 juillet 1993 | Canada      | 1 - 1 | Costa Rica   | Stade Azteca, Mexico                        |                                             |
|                 | Dasovic 42e |       | R. Myers 81e | Spectateurs : 40 000 Arbitrage : Mark Forde | Spectateurs : 40 000 Arbitrage : Mark Forde |
|                 | Rapport     |       |              | Spectateurs : 40 000 Arbitrage : Mark Forde | Spectateurs : 40 000 Arbitrage : Mark Forde |

| 15 juillet 1993 | Costa Rica  | 1 - 1 | Mexique      | Stade Azteca, Mexico                            |                                                 |
|                 | Cayasso 31e |       | Zaguinho 74e | Spectateurs : 60 000 Arbitrage : Ramesh Ramdhan | Spectateurs : 60 000 Arbitrage : Ramesh Ramdhan |
|                 | Rapport     |       |              | Spectateurs : 60 000 Arbitrage : Ramesh Ramdhan | Spectateurs : 60 000 Arbitrage : Ramesh Ramdhan |

| 15 juillet 1993 | Canada                   | 2 - 2 | Martinique                  | Stade Azteca, Mexico                              |                                                   |
|                 | Aunger 25e · Bunbury 43e |       | Gertrude 53e · Fondelot 86e | Spectateurs : 60 000 Arbitrage : Argelio Sabillón | Spectateurs : 60 000 Arbitrage : Argelio Sabillón |
|                 | Rapport                  |       |                             | Spectateurs : 60 000 Arbitrage : Argelio Sabillón | Spectateurs : 60 000 Arbitrage : Argelio Sabillón |

| 18 juillet 1993 | Mexique                                                                  | 8 - 0 | Canada | Stade Azteca, Mexico                            |                                                 |
|                 | J. Rodríguez 4e 67e · Mora 24e 31e · Zaguinho 34e 38e · Salvador 82e 85e |       |        | Spectateurs : 70 000 Arbitrage : Raul Dominguez | Spectateurs : 70 000 Arbitrage : Raul Dominguez |
|                 | Rapport                                                                  |       |        | Spectateurs : 70 000 Arbitrage : Raul Dominguez | Spectateurs : 70 000 Arbitrage : Raul Dominguez |

| 18 juillet 1993 | Costa Rica                  | 3 - 1 | Martinique | Stade Azteca, Mexico                       |                                            |
|                 | Myers 27e · Cayasso 69e 85e |       | Tinmar 60e | Spectateurs : 70 000 Arbitrage : Majid Jay | Spectateurs : 70 000 Arbitrage : Majid Jay |
|                 | Rapport                     |       |            | Spectateurs : 70 000 Arbitrage : Majid Jay | Spectateurs : 70 000 Arbitrage : Majid Jay |

## Tableau final
|  | Demi-finales             | Demi-finales             |                        |   | Finale                   | Finale                   |
|  | Demi-finales             | Demi-finales             |                        |   | Finale                   | Finale                   |
|  |                          |                          |                        |   |                          |                          |
|  | 21 juillet 1993 / Dallas | 21 juillet 1993 / Dallas |                        |   | 25 juillet 1993 / Mexico | 25 juillet 1993 / Mexico |
|  | 21 juillet 1993 / Dallas | 21 juillet 1993 / Dallas |                        |   | 25 juillet 1993 / Mexico | 25 juillet 1993 / Mexico |
|  | États-Unis               | 1 ap                     |                        |   | 25 juillet 1993 / Mexico | 25 juillet 1993 / Mexico |
|  | États-Unis               | 1 ap                     |                        |   | 25 juillet 1993 / Mexico | 25 juillet 1993 / Mexico |
|  | Costa Rica               | 0                        |                        |   | 25 juillet 1993 / Mexico | 25 juillet 1993 / Mexico |
|  | Costa Rica               | 0                        | États-Unis             | 0 |                          |                          |
|  | 22 juillet 1993 / Mexico |                          | États-Unis             | 0 |                          |                          |
|  |                          | Mexique                  | 4                      |   |                          |                          |
|  | Mexique                  | Mexique                  | 4                      | 6 |                          |                          |
|  | Mexique                  |                          |                        | 6 |                          |                          |
|  | Jamaïque                 | 1                        |                        |   |                          |                          |
|  | Jamaïque                 | 1                        | Match pour la 3e place |   |                          |                          |
|  |                          |                          |                        |   |                          |                          |
|  | 25 juillet 1993 / Mexico |                          |                        |   |                          |                          |
|  |                          |                          |                        |   |                          |                          |
|  | Costa Rica               | 1 ap                     |                        |   |                          |                          |
|  | Costa Rica               | 1 ap                     |                        |   |                          |                          |
|  | Jamaïque                 | 1                        |                        |   |                          |                          |
|  | Jamaïque                 | 1                        |                        |   |                          |                          |

 = but en or

### Demi-finales
| 21 juillet 1993 | États-Unis   | 1 - 0 a. p. · | Costa Rica | Cotton Bowl, Dallas                             |                                                 |
|                 | Kooiman 103e |               |            | Spectateurs : 14 826 Arbitrage : Ramesh Ramdhan | Spectateurs : 14 826 Arbitrage : Ramesh Ramdhan |
|                 | Rapport      |               |            | Spectateurs : 14 826 Arbitrage : Ramesh Ramdhan | Spectateurs : 14 826 Arbitrage : Ramesh Ramdhan |

| 22 juillet 1993 | Mexique                                                    | 6 - 1 | Jamaïque   | Stade Azteca, Mexico                                 |                                                      |
|                 | Salvador 9e 18e 34e · Mora 14e · Zaguinho 50e · Ambriz 34e |       | Wright 17e | Spectateurs : 110 000 Arbitrage : Juan Pablo Escobar | Spectateurs : 110 000 Arbitrage : Juan Pablo Escobar |
|                 | Rapport                                                    |       |            | Spectateurs : 110 000 Arbitrage : Juan Pablo Escobar | Spectateurs : 110 000 Arbitrage : Juan Pablo Escobar |

### Match pour la troisième place
Le Costa-Rica et la Jamaïque disputent le match pour la troisième place du tournoi. Le match se conclut après prolongation sur le score nul de 1-1. Il n'y a pas de séance de tirs au but pour départager les deux équipes qui finissent donc à égalité à la troisième place.
| 25 juillet 1993 | Costa Rica  | 1 - 1 a. p. | Jamaïque    | Stade Azteca, Mexico                            |                                                 |
|                 | Guthrie 10e |             | Jarrett 89e | Spectateurs : 100 000 Arbitrage : Jeffrey Hayes | Spectateurs : 100 000 Arbitrage : Jeffrey Hayes |
|                 | Rapport     |             |             | Spectateurs : 100 000 Arbitrage : Jeffrey Hayes | Spectateurs : 100 000 Arbitrage : Jeffrey Hayes |

### Finale
| Entraîneur :       |
| Miguel Mejía Barón |

| Entraîneur :     |
| Bora Milutinović |

| Entraîneur :       |
| Miguel Mejía Barón |

| Entraîneur :     |
| Bora Milutinović |

## Récompenses

### Meilleurs buteurs
11 buts
- Zaguinho

5 buts
- Luis Miguel Salvador

4 buts
- Eduardo Bennett

### Meilleur joueur
Zaguinho